# Marie Chouinard
Marie Chouinard, née le 14 mai 1955 à Québec au Canada, est une danseuse, chorégraphe et artiste multidisciplinaire. Elle est directrice générale et artistique de la Compagnie Marie Chouinard.

## Biographie
Marie Chouinard commence sa carrière comme artiste multidisciplinaire. À la fin des années 1970, elle crée une série de courtes pièces telles Cristallisation (1978), dans lequel elle laisse tomber des œufs crus, et Danse pour un homme habillé de noir et qui porte un revolver (1979). Elle déménage à Montréal et fait des séjours à l'étranger à Berlin, Bali et au Népal. En 1981, elle est la première à occuper le studio du Québec à New York mis à la disposition des artistes par le gouvernement du Québec.
En 1990, elle fonde la Compagnie Marie Chouinard à Montréal. En 1993, elle crée sa version du Sacre du printemps. Elle chorégraphie Les 24 préludes de Chopin en 1999 et Le Cri du monde en 2000.
En 2007, à l'aide de subventions fédérale et provinciale totalisant deux millions de dollars canadiens, la Compagnie Marie Chouinard acquiert une ancienne bibliothèque du Plateau Mont-Royal reconvertie en studios.
En 2016, elle est nommée directrice de la danse à la Biennale de Venise pour un mandat de quatre ans, de 2017 à 2020.

## Principales chorégraphies
- 1978 : Cristallisation
- 1982 : Marie chien noir
- 1990 : Les Trous du ciel
- 1993 : Le Sacre du printemps
- 1994 : Prélude à l'Après-midi d'un faune
- 1996 : L'Amande et le Diamant
- 1998 : Les Solos 1978-1998
- 1998 : Étude poignante
- 1998 : Humanitas
- 1999 : Les 24 préludes de Chopin
- 2000 : Le Cri du monde
- 2002 : Étude #1, Des feux dans la nuit
- 2004 : Chorale
- 2005 : Mouvements
- 2006 : Body Remix / Les Variations Golberg
- 2008 : Orphée et Eurydice
- 2009 : Gloires du matin
- 2008 : Le Nombre d'or
- 2016 : Soft Virtuosity, Still Humid, on the Edge
- 2017 : Le Jardin des délices, transposition de l'œuvre de Jérôme Bosch
- 2023 : M

## Prix et distinctions
- 1981 : Studio du Québec à New York (Gouvernement du Québec), première récipiendaire décerné à Marie Chouinard
- 1986 : Prix Jacqueline-Lemieux
- 1987 : Prix Jean A. Chalmers de chorégraphie
- 1993 : Prix Artist Lifetime Achievement
- 1994 : Paper Boat Award (Glasgow, Écosse) pour le Sacre du printemps
- 2000 : Bessie Award pour l'ensemble de sa carrière (New York)
- 2003 : Prix de la Société des auteurs et compositeurs dramatiques (SACD), Paris
- 2003 : Le film Cantique no 1 reçoit un prix au Moving Pictures Festival of Dance on Film and Video, Toronto (prix de la meilleure interprétation pour la performance de Carol Prieur et Benoît Lachambre)
- 2003 : Prix du Gouverneur général du Canada pour les arts de la scène
- 2006 : Le Vol de Lindbergh et Les 7 Péchés capiaux, opéras mis en scène par François Girard et chorégraphiés par Marie Chouinard, reçoivent un prix Archangel lors de Herald Angels awards au Festival d'Édimbourg (Écosse)
- 2007 : Grand Prix du Conseil des arts de Montréal pour le rayonnement de Marie Chouinard dans le milieu de la danse et sa création Body Remix / Les Variations Golberg
- 2007 : Officier de l'Ordre du Canada
- 2009 : Gemini Award, catégorie « Best Performance in a Performing Arts Program or Series » décerné aux danseurs de la compagnie pour leur performance dans le film Body Remix / Les Variations Golberg
- 2010 : Prix du mérite artistique 2010
- 2010 : Prix Denise-Pelletier[4]
- 2015 : Ordre des arts et des lettres du Québec
- 2016 : Prix du Gouverneur général pour les arts du spectacle - réalisation artistique
- 2016 : Prix Walter-Carsen d'excellence en arts de la scène
- 2016 : Prix de la meilleure œuvre internationale pour le film Marie Chouinard : Le Sacre du printemps, XXe édition du Festival de vidéodanse Coreografo elttronico
- 2019 : Prix Jovan Ćirilov pour Jérôme Bosch : Le Jardin des délices, présenté en 2018 au Festival de danse de Belgrade